# Эндокринные эффекты 5-HT1A-рецептора
Активация 5-HT₁A-рецепторов вызывает секрецию различных гормонов, включая кортизол, АКТГ, окситоцин, пролактин, соматотропин, β-эндорфин. В отличие от 5-HT2-рецепторов, активация 5-HT₁A-рецепторов не оказывает влияния на секрецию вазопрессина или ренина. Предполагается, что секреция окситоцина может привносить свой вклад в просоциальные, антиагрессивные, анксиолитические эффекты, наблюдаемые при активации 5-HT₁A-рецепторов. Секреция β-эндорфина может привносить свой вклад в антидепрессивный, анксиолитический и анальгетический эффекты.